# Oradea
Oradeaⓘ (węg. Nagyvárad) – miasto w Rumunii w okręgu Bihor, stolica krainy historycznej Kriszana. Miasto liczy, zgodnie ze spisem ludności z 2002 roku, 206 614 mieszkańców. Natomiast liczba mieszkańców całego zespołu miejskiego wynosi ok. 241 tys. Oradea należy do najlepiej rozwiniętych miast w Rumunii. Merem miasta jest Florin Birta.
Nazwa miasta w różnych językach:
- jidysz גרויסווארדיין (Grojswardejn)
- łacina Magnovaradinum
- niemiecki Großwardein
- polski Wielki Waradyn[3][4][5][6], Warad Wielki[7]
- rumuński Oradea, dawniej Oradia Mare[8][9][10] lub Oradea Mare
- turecki Varat
- węgierski Nagyvárad (od 2001 r. nazwa urzędowa)

## Geografia
Miasto położone jest w pobliżu granicy z Węgrami (13 km) nad rzeką Crișul Repede (Szybki Keresz).

## Historia
Miasto pod łacińską nazwą Varadinum istniało tutaj z pewnością już w XI stuleciu. W 1093 r. król węgierski Władysław I Święty doprowadził do powstania tutaj biskupstwa. Miasto stało się jednym z ważniejszych grodów Królestwa Węgier, a jego katedra miejscem pochówku królów.

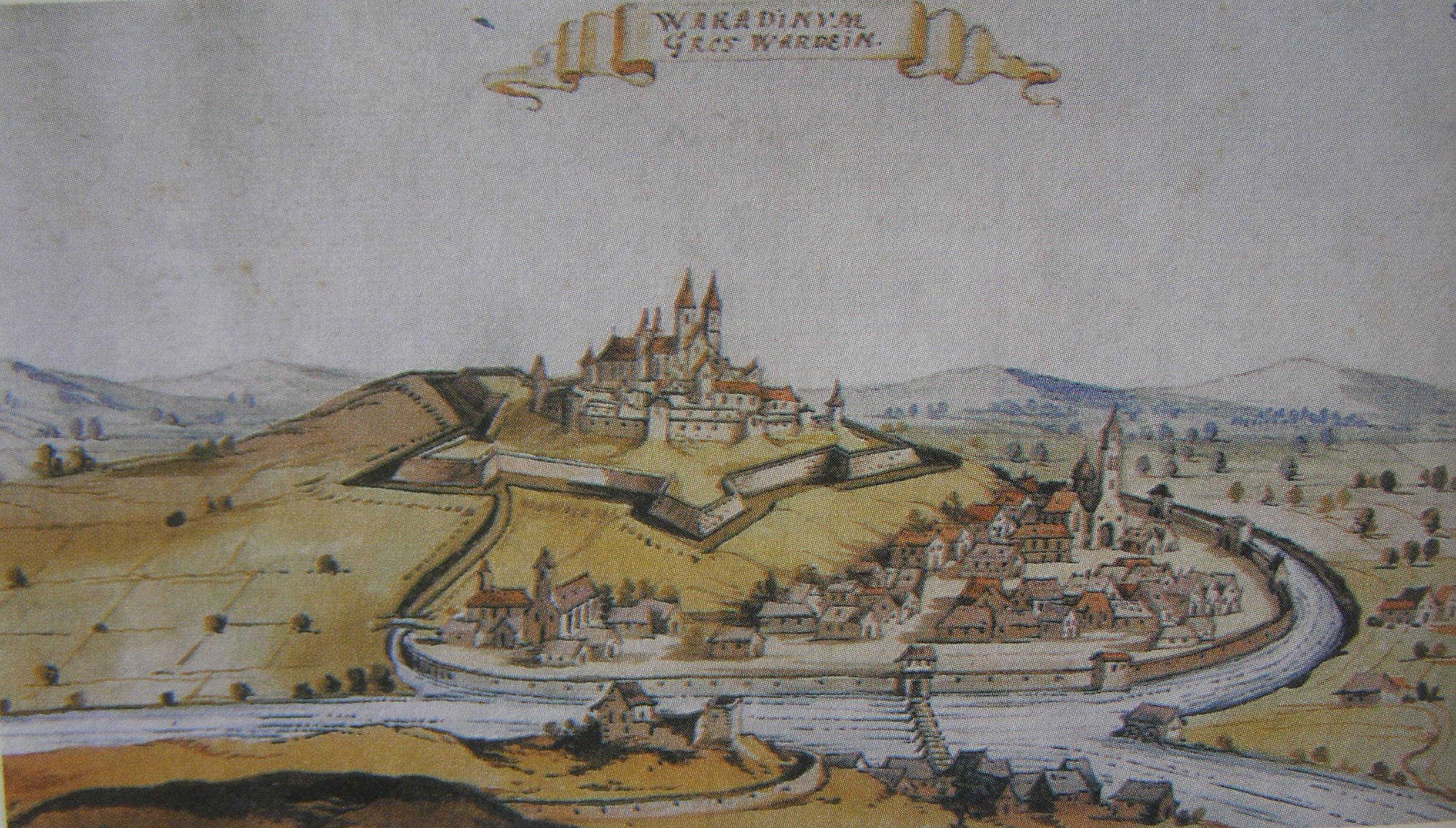
Miasto w XVII w.

Rozwój miasta zahamowało jego zniszczenie podczas najazdu mongolskiego w 1241 r. Oradea długo odzyskiwała dawne znaczenie. W mieście pracował Georg von Peurbach, skutkiem czego była Tabula Varadiensis. Od 1445 biskupem Waradynu był Jan Vitéz, protektor Grzegorza z Sanoka. W 1541 znalazła się w granicach Wschodniego Królestwa Węgier, które w 1570 r. zostało przekształcone w Księstwo Siedmiogrodu, zależne od Imperium Osmańskiego. Od XVIII wieku – już w granicach monarchii Habsburgów – zaczęła odzyskiwać swą świetność. To wówczas wiedeński architekt Franz Anton Hillebrandt zaprojektował przebudowę miasta w stylu barokowym. Rozkwit przyniósł miastu wiek XIX, gdy węgierski Nagyvárad stał się ważnym centrum gospodarczym i kulturalnym.

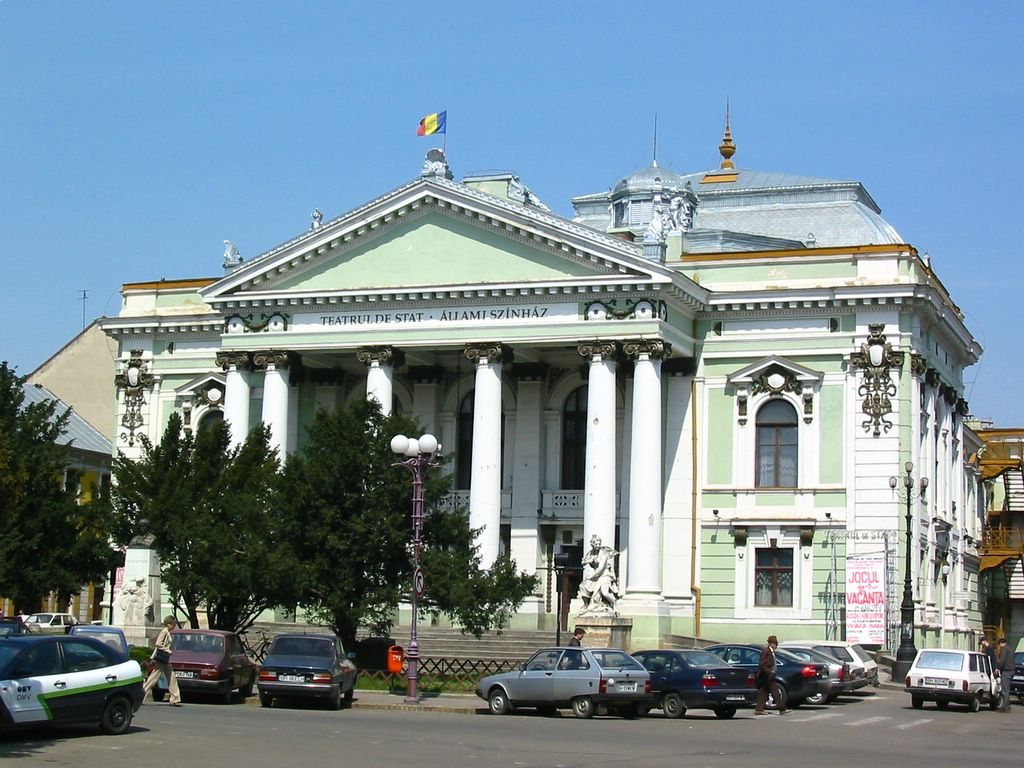
Teatr

Po rozpadzie Austro-Węgier Oradea znalazła się w granicach Rumunii, mimo iż większość stanowili w niej Węgrzy (w 1910 91,1%, w 1919 62%). Po drugim arbitrażu wiedeńskim miasto powróciło do Węgier w 1940, ale w wyniku traktatu paryskiego ponownie znalazło się w granicach Rumunii w 1947 (faktycznie od października 1944, po zdobyciu miasta przez Armię Czerwoną).

## Gospodarka
Przez wieki Oradea należała do najbogatszych miast Węgier. Po roku 1989, w Oradei doszło do szerokich zmian ekonomicznych, które dotyczyły głównie sektora usług, ze względu na znaczący rynek konsumencki.
Bezrobocie w Oradei wynosi ok. 6% i jest nieco mniejsze niż średnia krajowa, jednak większe niż w całym regionie Bihor (ok. 2%). Miasto wytwarza ok. 63% całej produkcji przemysłowej regionu Bihor, chociaż zamieszkuje je zaledwie 34,5% mieszkańców regionu.
Główne działy gospodarki to:
- przemysł meblowy
- przemysł tekstylny i odzieżowy
- przemysł obuwniczy
- przemysł spożywczy

W roku 2003, w Oradei powstał pierwszy hipermarket – Lotus Market.
W miejscowości jest stacja kolejowa Oradea.

## Demografia

### Rys historyczny
- 1910: 69 000 (narodowość rumuńska: 5.6%, narodowość węgierska: 91.10%)
- 1920: 72 000 (R: 5%, W: 92%)
- 1930: 90 000 (R: 25%, W: 67%)
- 1966: 122 634 (R: 46%, W: 52%)
- 1977: 170 531 (R: 53%, W: 45%)
- 1992: 222 741 (R: 64%, W: 34%)

### Stan obecny
Skład etniczny według spisu z 2002 roku:
- Rumuni: 145 284 (70,31%)
- Węgrzy: 56 985 (27,58%)
- Romowie: 2449 (1,18%)
- Niemcy: 563 (0,27%)
- Słowacy: 474 (0,22%)
- Żydzi: 166 (0,08%)
- Ukraińcy: 93
- Bułgarzy: 25
- Rosjanie: 25
- Serbowie: 20
- Polacy: 10
- Czesi: 9
- Turcy: 8

## Dzielnice

Dzielnice Oradei

Od stycznia 2011 miasto jest podzielone na następujące dzielnice (rum. cartiere):
| - Orașul Nou - Subcetate - Dorobanților - Universității - Splaiul Crișanei - Olosig - Velența - Dimitrie Cantemir - Salca - Europa | - Calea Aradului - Ioșia - Ioșia-Nord - Decebal-Dacia - Rogerius - Nicolae Iorga - Gheorghe Doja - Dragoș Vodă - Mihai Eminescu - Seleuș | - Nufărul - Nicolae Grigorescu - Calea Sântandrei - Ioșia-Sud - Zona Industrială Vest - Episcopia Bihor - Oncea - Podgoria - Tokai - Zona Industrială Est |

## Transport

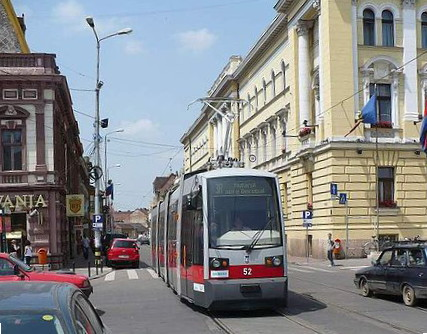
ULF w Oradei

Komunikację w Oradei zapewnia przedsiębiorstwo OTL. Składają się na nią 3 linie tramwajowe (1R, 1N, 2, 3R, 3N) i większa liczba linii autobusowych. W mieście znajdują się 3 dworce kolejowe; Główny, Wschodni (Est) i Zachodni (Vest). Vest mieści się w dzielnicy Ioșia, a dworzec główny (zwany też po prostu Oradea) mieści się w centrum miasta, koło dzielnicy Vie.

## Architektura

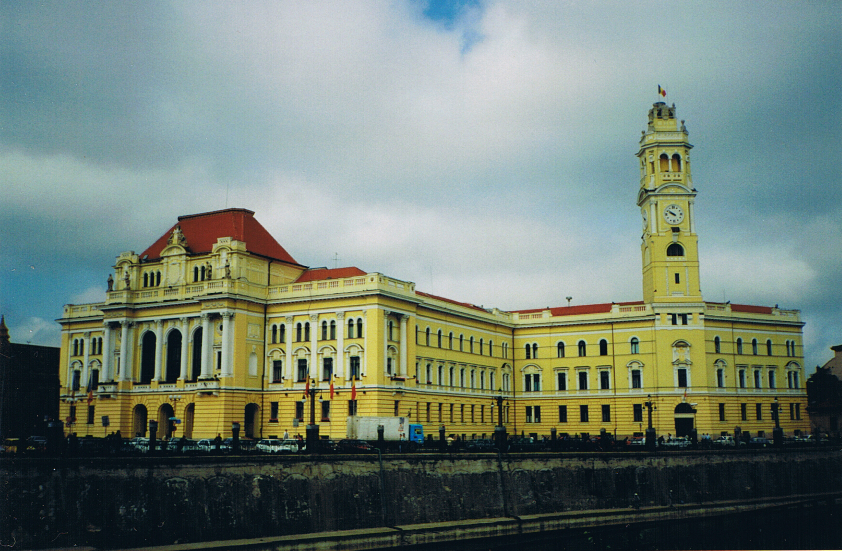
Ratusz

Architektura Oradei jest mieszanką między budowlami ery socjalistycznej oraz barokową i secesyjną architekturą z czasów monarchii austro-węgierskiej. Po upadku reżimu Ceaușescu doszło do znacznych zaniedbań, jednak od roku 2002, kiedy Rumunia weszła w okres boomu gospodarczego doprowadzono do renowacji zabytkowej architektury.

## Zabytki i turystyka

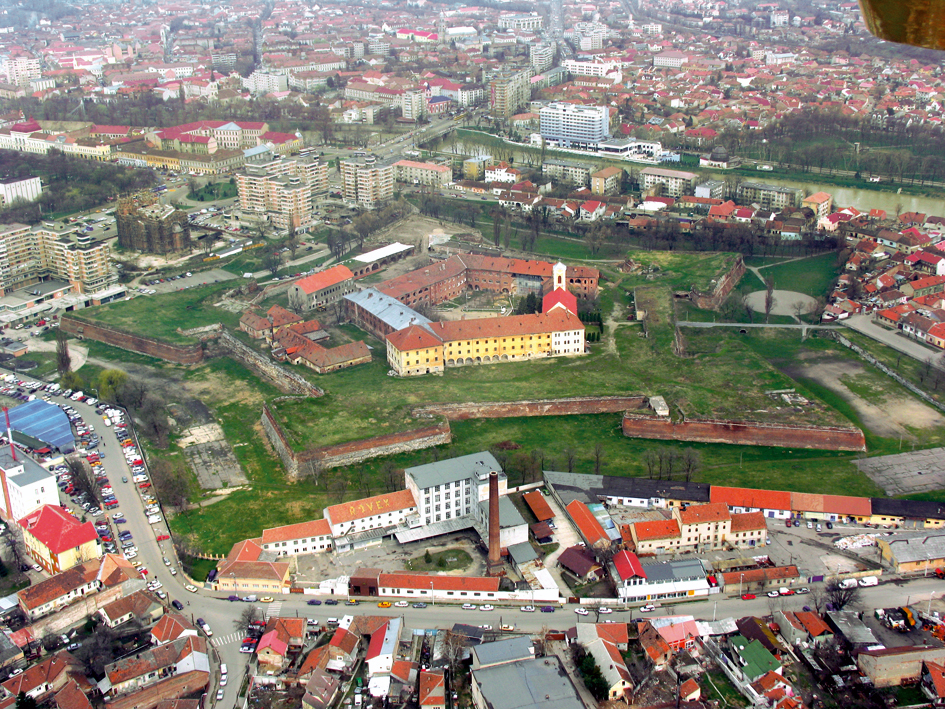
Twierdza z lotu ptaka

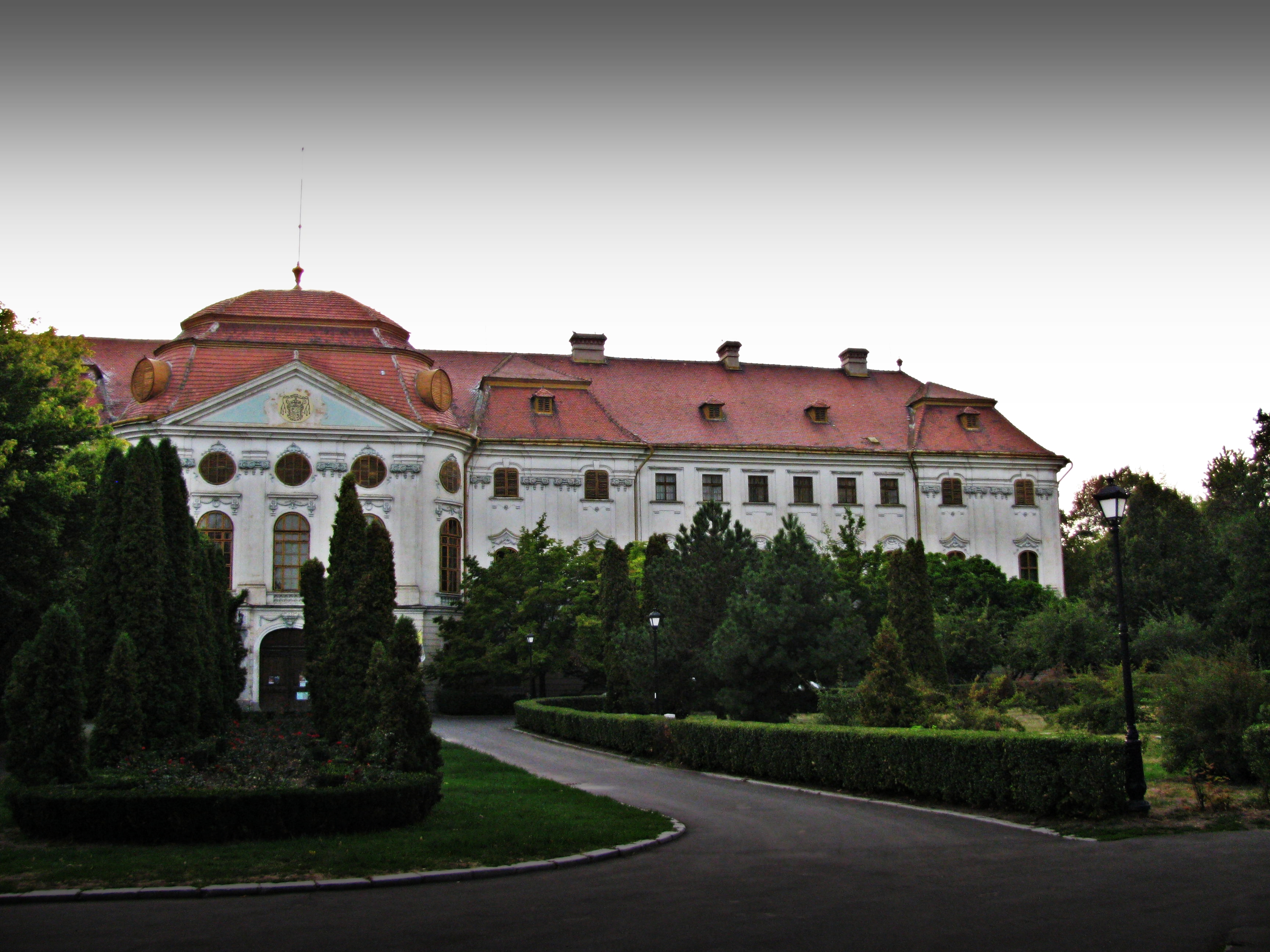
Pałac biskupów rzymskokatolickich

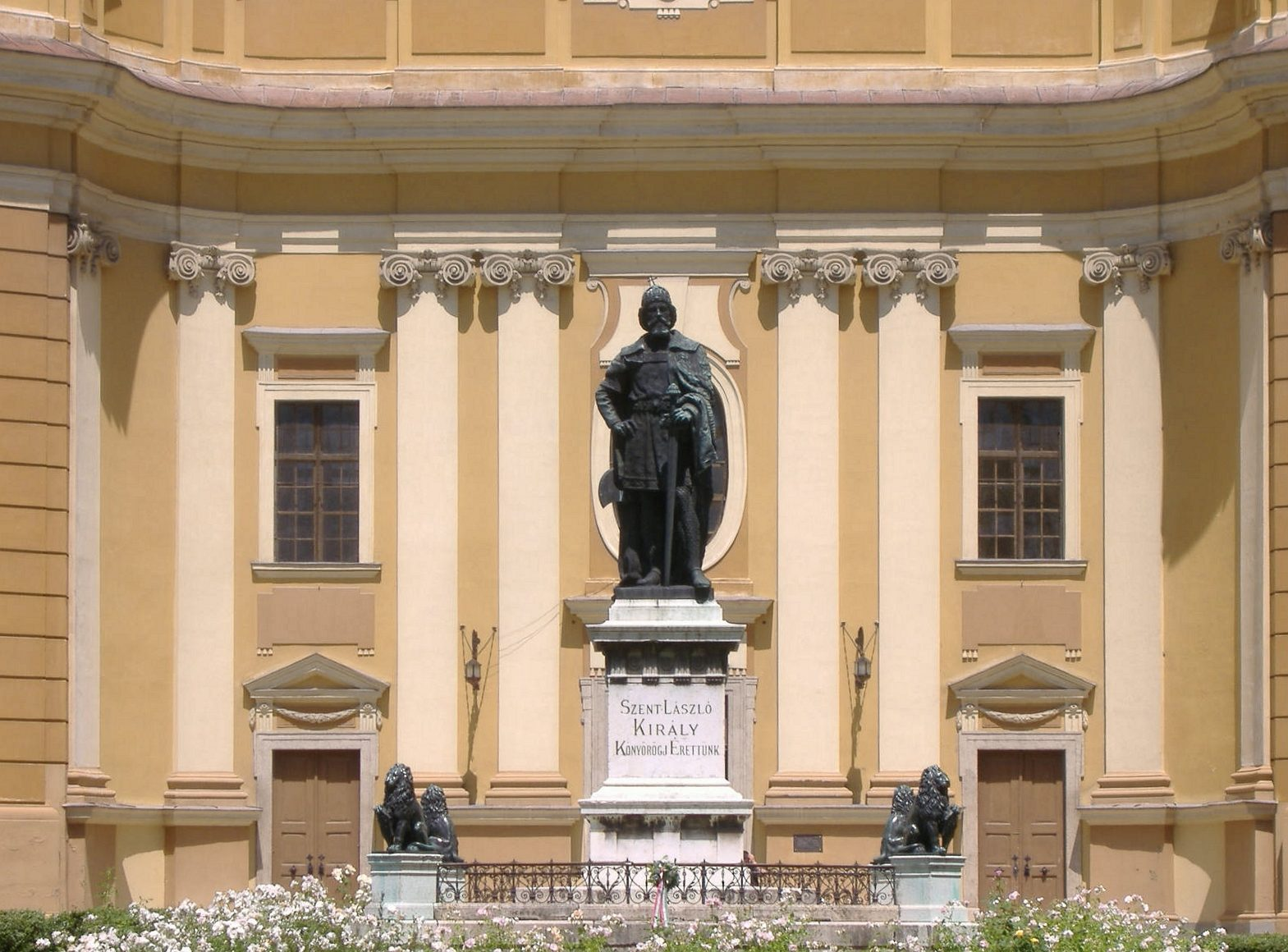
Pomnik króla Węgier Władysława I Świętego

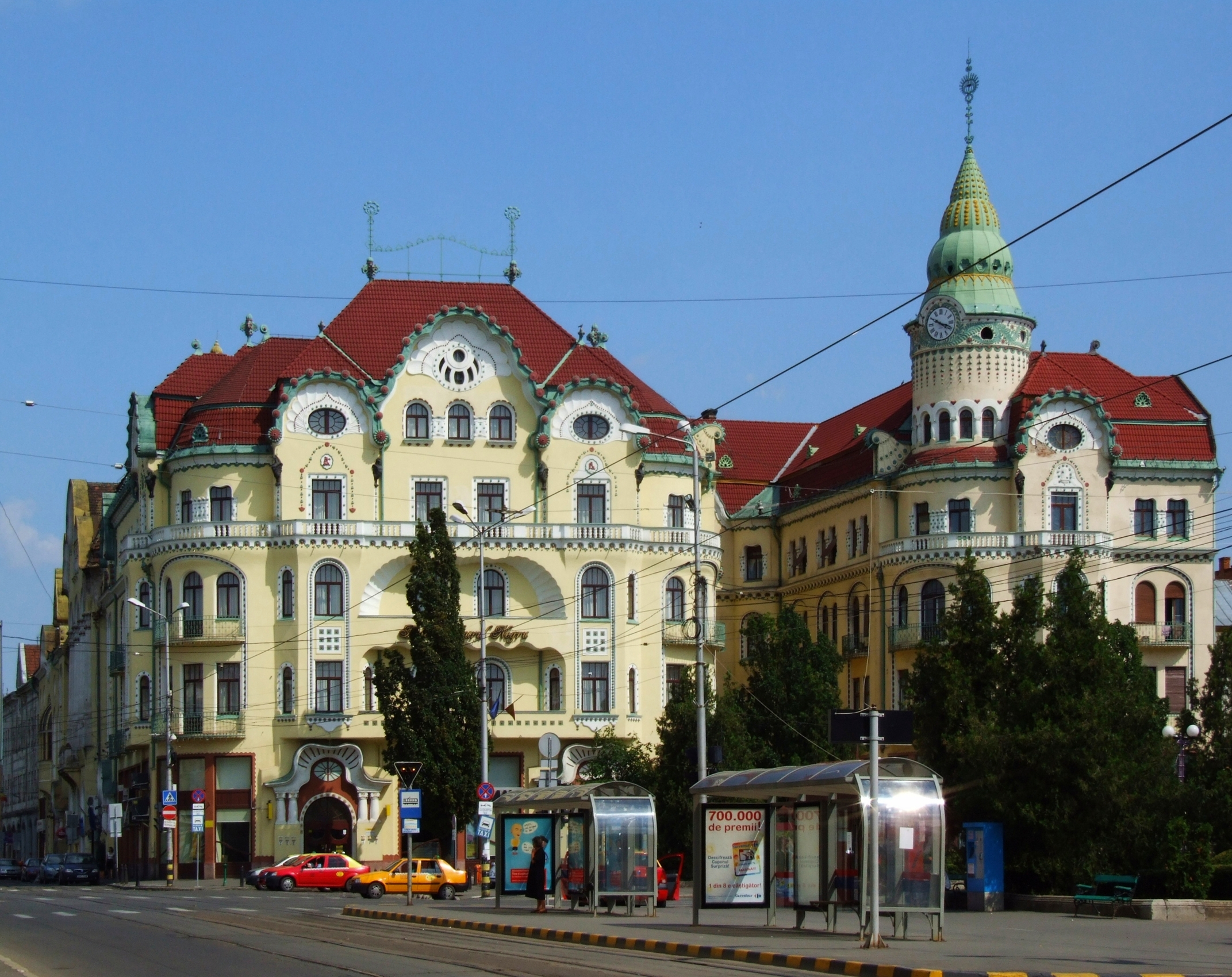
Hotel Vulturul Negru (Czarny Orzeł) – przykład secesyjnej architektury

Główne atrakcje turystyczne to zabytkowe centrum miasta oraz uzdrowiska Băile Felix i Băile 1 Mai, położone w pobliżu miasta.
- Twierdza w Oradei(inne języki) – twierdza w formie pięciokąta, sięgająca czasów średniowiecznych, obecnie budynek Instytutu Sztuk Pięknych miejscowego uniwersytetu
- Pałac biskupów rzymskokatolickich(inne języki) – barokowy pałac z 365 oknami, wzniesiony w l. 1762–1777, dawna siedziba Muzeul Țării Crișurilor
- Pomnik króla Węgier Władysława I Świętego z 1893 r. przed katedrą Wniebowzięcia NMP
- Muzeul Țării Crișurilor w budynku dawnej szkoły kadetów z 1897 r.
- Ratusz(inne języki)
- Muzeum Endrego Adyego(inne języki) – muzeum i dom Endrego Adyego, jednego z największych węgierskich poetów
- 100 kościołów, w tym:
  - Kościół św. Brygidy(inne języki) – kościół barokowy, wzniesiony w 1693 r.
  - Kościół św. Trójcy(inne języki) – kościół barokowy, wzniesiony w 1727 r.
  - Kościół św. Ducha – barokowy kościół, wzniesiony w l. 1732–1743, przebudowany w stylu eklektycznym
  - Kościół św. Władysława(inne języki) – barokowy kościół katolicki pw. króla Węgier Władysława I Świętego, wzniesiony w 1742 r.
  - Kaplica Anioła Stróża(inne języki) z l. 1754–1760
  - Kościół norbertanów(inne języki) z l. 1741–1766
  - Kościół św. Anny – dawny kościół zakonu urszulanek, wzniesiony w stylu barokowym w l. 1773-1774, przebudowany w 1858
  - Kościół katolicki w twierdzy, wzniesiony w l. 1775-1777
  - Kościół św. Archaniołów Michała i Gabriela – barokowa świątynia, wzniesiona w l. 1768–1779
  - Katedra Wniebowzięcia Najświętszej Maryi Panny – największa barokowa katedra w Rumunii, wzniesiona w l. 1752–1780
  - Biserica cu Lună – wyjątkowy na miarę europejską kościół z mechanizmem zegarowym wskazującym fazy księżyca, wzniesiony w stylu barokowym w l. 1784–1790
  - Kościół i klasztor kapucynów z XVIII-XIX w.
  - Katedra św. Mikołaja – kościół barokowy, wzniesiony w l. 1800–1839
  - Kościół reformowany z l. 1835–1853
  - Kościół św. Jerzego(inne języki) z 1858 r.
  - Kaplica św. Władysława z 1900 r.
  - Kościół ewangelicki, wzniesiony w l. 1902–1903 w stylu neogotyckim
  - Kościół św. Józefa(inne języki) z XX w.
- Pomnik Ferenca Szaniszló(inne języki), węgierskiego biskupa katolickiego, z 1896 r.
- Pasajul „Vulturul Negru” pasaż hotelu „Czarny Orzeł”
- Teatrul de Stat – Teatr Narodowy, zbudowany przez dwóch austriackich architektów, którzy stworzyli setki znaczących budowli w wielu krajach Europy
- korytarz armat (XVIII-XIX wiek)
- Gmach poczty z przełomu XIX/XX w., w stylu eklektycznym
- Gmach sądu z 1901 r., w stylu eklektycznym
- 3 synagogi
- największy zbór baptystyczny w Europie wschodniej
- Pałac Sterna(inne języki) – secesyjny pałac z 1909 roku[13]
- sklep oświetleniowy Deutscha (1906-1910)
- Popiersie Ede Szigligetiego, węgierskiego dramaturga, z 1912 r.

## Sport

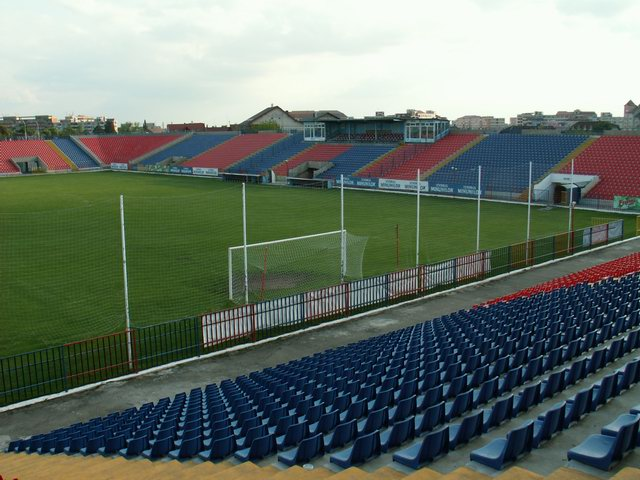
Stadion Iuliu Bodola w Oradei

W mieście tym swoją siedzibę ma klub piłkarski FC Bihor Oradea, który został założony w 1958 roku jako Crișul Oradea. W 1961 roku klub po raz pierwszy w swojej historii awansował do drugiej ligi rumuńskiej. W 1963 roku wygrał te rozgrywki i wywalczył historyczny awans do pierwszej ligi Rumunii. W 2003 roku został wicemistrzem drugiej ligi i wygrywając baraż z Oțelulem Gałacz powrócił do pierwszej ligi. W 2004 roku był ostatni w Divizii A i znów został zdegradowany do drugiej ligi.

## Miasta partnerskie
- Linköping, Szwecja
- Coslada, Hiszpania
- Debreczyn, Węgry
- Giv’atayim, Izrael
- Mantua, Włochy
- Montbéliard, Francja
- Ceyrat, Francja
- Reims, Francja
- Iwano-Frankowsk, Ukraina
- Vršac, Serbia
- Waregem, Belgia